# السمرية (المدينة المنورة)
السمرية هي قرية في منطقة المدينة المنورة، في غرب المملكة العربية السعودية.

## الموقع
تقع قرية السمرية شمال شرق مدينة المدينة المنورة، تبعد عن المسجد النبوي مسافة 56 كم وشمال غرب قرية الحفيرة.
تقع قرية على سفوح جبل السمرية الذي يغذي وادي القميس الجنوبي من جهته الشرقية إضافةً لغرب جبل النمرانية. ويتجمع الوادي الذي يهبط من الشمال الغربي مع الشعاب والأودية لتكون شعيب المزيل الذي يتصل بعد ذلك بوادي النقمي.

## وصلات خارجية
- موقع إمارة المدينة المنورة
- موقع أمانة المدينة المنورة - البلديات - بلديات المحافظات - ينبع
- خريطة المدينة المنورة NG37-NE